# Coleophora albarracinica
Coleophora albarracinica é uma espécie de mariposa do gênero Coleophora pertencente à família Coleophoridae.